# Łaniwka
Łaniwka – wieś na Ukrainie w rejonie stryjskim należącym do obwodu lwowskiego.
Znajduje się w miejscu dawnej wsi Brygidyn.